# Янушкене, Агота Мотеевна
Агота Мотеевна Янушкене — советский литовский хозяйственный деятель, Герой Социалистического Труда.

## Биография
Родилась в 1907 году в Ручняе. Член КПСС с 1948 года.
В 1950—1971 — председатель колхоза «Мусу атейтис» Пасвальского района Литовской ССР.
Депутат Верховного Совета СССР 4-го созыва.
Заслуженный работник сельского хозяйства Литовской ССР (1965).
Указом Президиума Верховного Совета СССР от 23 июня 1966 года присвоено звание Героя Социалистического Труда с вручением ордена Ленина и золотой медали «Серп и Молот».
Умерла в 1981 году в Пасвале.

## Награды и звания
- Герой Социалистического Труда (23.06.1966)
- Орден Ленина (23.06.1966)
- Орден Трудового Красного Знамени (05.04.1958)